# Edward Kołaczkowski
Edward Kołaczkowski (ur. 18 listopada 1849 w Suchodołach, zm. 12 sierpnia 1933 w Lublinie) – polski ziemianin, samorządowiec, od 4 sierpnia do 22 grudnia 1915 roku prezydent Lublina.

## Życiorys
Pochodził z rodziny ziemiańskiej. W 1915 wybrany prezydentem Lublina, był uznawany przez okupacyjne władze austriackie. Po zakończeniu pełnienia funkcji osiadł na ziemi nurskiej. Był ojcem artystki Urszuli Kołaczkowskiej.
Jest patronem ulicy w dzielnicy Węglin Północny.